# San Donato di Ninea
San Donato di Ninea é uma comuna italiana da região da Calábria, província de Cosenza, com cerca de 1.780 habitantes. Estende-se por uma área de 81 km², tendo uma densidade populacional de 22 hab/km². Faz fronteira com Acquaformosa, Altomonte, Grisolia, Lungro, Orsomarso, San Sosti, Verbicaro.

## Demografia
| Variação demográfica do município entre 1861 e 2011                               |
|                                                                                   |
| Fonte: Istituto Nazionale di Statistica (ISTAT) - Elaboração gráfica da Wikipedia |